# Bitva u Srbínova
Bitva u Srbínova, též u Zorndorfu, z 25. srpna 1758 byl jeden ze střetů sedmileté války.

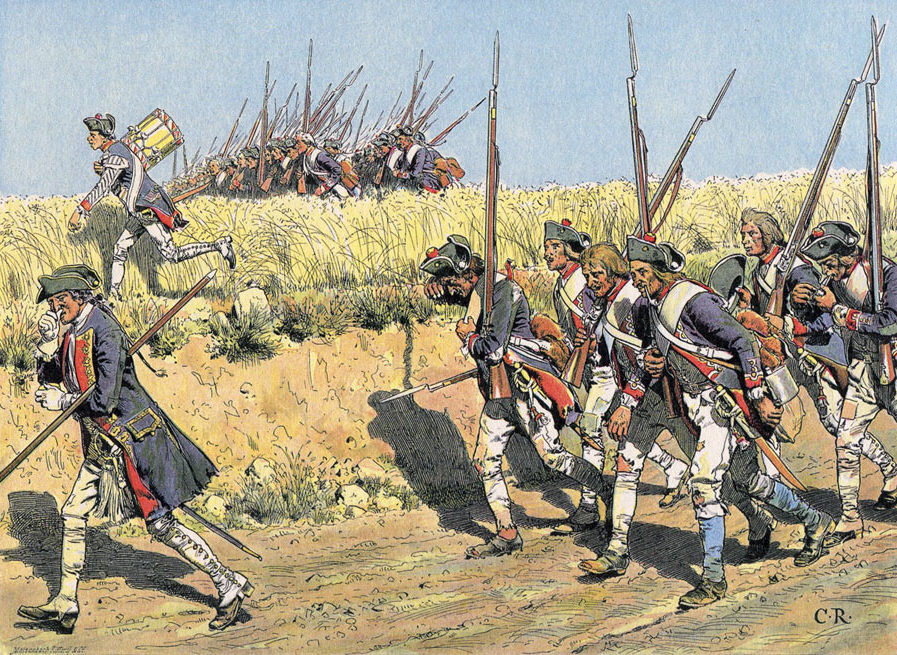
Postup pruské pěchoty před bitvou u Srbínova, C. Röchling

Stály proti sobě pruská armáda vedená králem Friedrichem II. a ruská carská armáda pod velením Wilhelma von Fermor.
Díky porážce Rusů se Fridrichovi podařilo zastavit průnik ruských sil do Braniborska, které tvořilo jádro Pruského království.